# Iuhina gorjaestriada
La iuhina gorjaestriada (Yuhina gularis) és un ocell de la família dels zosteròpids (Zosteropidae).

## Hàbitat i distribució
Habita boscos, matolls i bosquests de bambú al nord de l'Índia localment des de Garhwal cap a l'est fins Arunachal Pradesh i cap al sud fins Manipur, Nagaland i el sud-est de Bangladesh, sud-oest de la Xina al sud de Szechwan i oest i sud-est de Yunnan, sud-est del Tibet, oest, nord-est i est de Myanmar, nord de Laos i nord del Vietnam al nord-oest de Tonquín.